# Lecho de secado de lodos

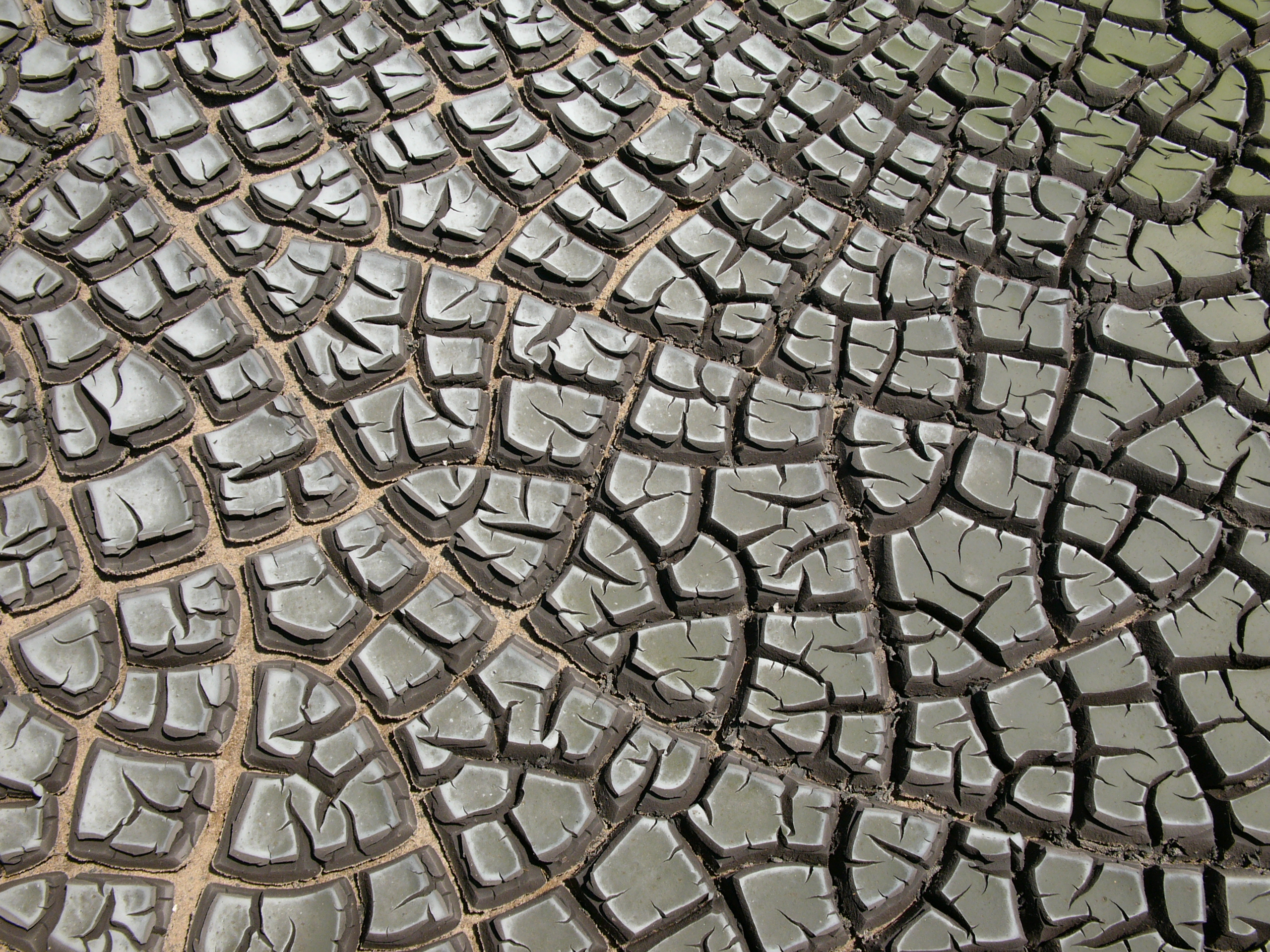
Fango secado naturalmente

El lecho de secado de lodos es en general el último componente de una planta de tratamiento de aguas servidas, aunque algunas veces se incluye también en plantas potabilizadoras, principalmente cuando el agua a potabilizar es derivado de un río o arroyo.
En el lecho de secado al aire, el lodo proveniente, ya sea de: un tanque Imhoff; un RAFA o reactor anaerobio de flujo ascendente; un FAFA o filtro anaerobio de flujo ascendente; o, de los sedimentadores de las plantas depuradoras, el proceso es natural, el agua contenida en los lodos filtra, por efecto de la gravedad, a través de un lecho filtrante de arena y grava, y es recogida por ductos perforados para ser luego conducida al cuerpo receptor final. Otra parte del agua contenida en los lodos se evapora. 
Los lechos de secado de lodos provenientes de plantas de tratamiento de aguas servidas se utilizan generalmente en las ciudades de hasta 20,000 habitantes. Para localidades mayores deben utilizarse dispositivos más eficientes, ya que los lechos de secado tendrían dimensiones que los hacen poco convenientes a causa de las grandes áreas requeridas.
Una vez seco, el lodo se retira y se evacúa a vertederos controlados o se utiliza como acondicionador de suelos.